# Tríkeri
Tríkeri (en grec : Τρίκερι) est une communauté du dème de Pélion-du-Sud (nome de Magnésie) en Grèce, à l'ouest du Mont Pélion, au bord du Golfe Pagasétique.
Sa population totale était de 1 696 habitants en 2001, dont 1 177 pour le village principal Tríkeri. Dans la baie, un îlot porte aussi le nom de Tríkeri.